# Romolo Murri

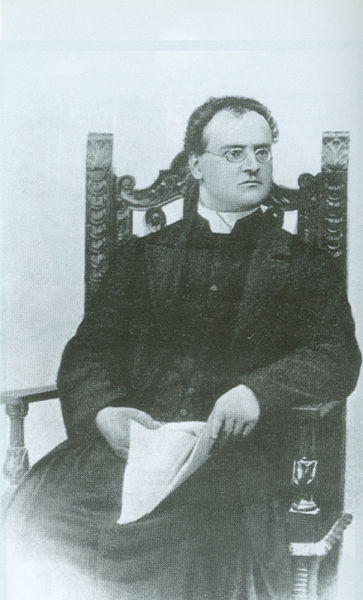
Romolo Murri

Romolo Murri (Monte San Pietrangeli, 27 de agosto de 1870 – Roma, 12 de marzo de 1944) fue un político y eclesiástico italiano.

## Biografía
Tercero de seis hermanos, hijo de Antonio y Maria Avetrani. Proveniente de una familia de agricultores, completó sus estudios en el seminario de Recanati (el gimnasio) y el de Fermo (la escuela secundaria). Entre 1885 y 1887 siguió el bienio filosófico de la facultad de teología de Fermo, obteniendo su título. A los 18 años fue uno de los laureados más jóvenes de Italia. Obtuvo una beca y fue a Roma (Almo Collegio Capranica), donde se matriculó en la Facultad de Teología de la Pontificia Universidad Gregoriana. En 1892 se graduó en teología y en 1893 se ordenó sacerdote en Roma. 
Durante sus estudios universitarios desarrolló una intensa actividad que buscaba incidir en la sociedad con un planteamiento católico iniciando una propaganda procurando una orientación política católica abierta a los problemas sociales más modernos. Una actividad que continúo tras su ordenación sacerdotal, promoviendo numerosas iniciativas dentro de la Opera dei congressi, donde "defendía un compromiso más claro en defensa de las libertades constitucionales, junto con los republicanos y socialistas, contra el gobierno liberal y conservador". En este sentido promovió  la FUCI (Federación Universitaria Católica Italiana) y en 1895 Vita nova, un periódico universitario que apoyaba la acción de la FUCI, pero con ocasión del Congreso católico de Fiésole en 1896, la dirección de la revista y la misma organización de la FUCI le fueron retiradas. El año siguiente, en el Congreso católico de Milán (1897), anuncia la fundación de un nuevo periódico, Cultura sociale, que era una respuesta —incluso por la elección del título— a la revista de los socialistas, fundada también en aquellas fechas, Critica sociale. En 1898 aparece el primer número de Cultura sociale.
En su conjunto su actividad impulsaba un movimiento a favor de una democracia cristiana en Italia. Unos planteamientos que chocaban con el Non expedit decretado por la Santa Sede prohibiendo a los católicos participar en las elecciones políticas italianas, y con las orientaciones que León XIII había dado en su encíclica Graves de communi re (1901) donde fijaba los criterios que debía seguir esa democracia cristiana: había de funcionar dentro de la Opera dei Congressi, y como un como un movimiento social, no político.
En 1902, Murri pronunció su célebre discurso en San Marino sobre el tema «Libertad y cristianismo» en el que, además de exigir una renovación de los estudios bíblicos e históricos, expresó su deseo de que el catolicismo se desprendiera de sus elementos anticuados y "retornara al Evangelio".
La luchas dentro de la Opera dei Congressi llevaron a Pío X, mediante un motu proprio de diciembre de 1903, a reordenar la Unión Popular Cristiana —uno de los movimientos integrados en la Opera—; no habiéndose calmado los conflictos dentro de la Opera, el papa la disolvió en 1904. En esta situación, Murri formó con los jóvenes que le seguían un partido político a través de la Lega Democratica Nazionale. 
La encíclica Il fermo proposito de Pío X, exponía una vez más cómo debía plantearse la acción social de los católicos, e insistía en el papel eminentemente espiritual que le correspondía a los sacerdotes que desempeñasen su labor pastoral con estos fieles, condenando a "aquellos, pocos en verdad, que aquí en Italia a Nuestra vista, quisieron usurpar un cargo que de Nos no tenían recibido [...] tratando luego de cubrir su desobediencia con frívolas distinciones". Una condena que evidentemente se dirigía a Murri y sus colaboradores, pero que no hizo que este sacerdote modificase su actitud; sino que por el contrario radicalizó sus críticas contra la autoridad eclesiástica, especialmente desde la Rivista di cultura, fundada en 1906. Una actitud que le alejó de jóvenes católicos que, como él, buscaban una mayor autonomía política; y provocó su suspensión a divinis en 1907, siendo excomulgado dos años más tarde. Elegido diputado en 1909, se casa civilmente y, menguada la influencia de su Lega acaba por militar en un partido de extrema izquierda.
No fue reelegido en las elecciones de 1913 y, finalizada la Primera Guerra Mundial —en la que defendió la participación italiana en la misma—, se acercó al fascismo. Su escrito de 1923 La conquista ideale dello Stato fue prologado por el dirigente de los camisas negras Dino Grandi. Acogió tibiamente los Pactos de Letrán de 1929, a los que dedicó un volumen tras un período de silencio. En 1937 publicó L'idea universale di Roma: dalle origini al fascismo, donde se exalta la idea de Imperio basada en la romanidad y enriquecida con los valores espirituales y civilizadores del catolicismo; síntesis que habría logrado, en su opinión, el régimen de Mussolini.
En 1943 se reconcilia y vuelve al seno de la Iglesia; muere en Roma un año más tarde.